# Florin Rădulescu
Florin Rădulescu (n. 17 aprilie 1894 în com. Vai-de-ei (Spătarul), jud. Olt - d. 8 octombrie 1975 București). Protagonist al evadării din trenul de prizonieri german alături de Nicolae Tătăranu și Vasile Iacobescu (1917). Intră în Regimentul 8 Vânători de Munte comandat de Principele Carol și participă la campania din Ungaria (1919). Ofițer la Marele Stat Major (1928-1930), profesor și director al Școlii Superioare de Război (1942-43), atașat militar la Praga și Atena (1939-1940). Între primii trei ofițeri decorați cu ordinul Mihai Viteazul clasa II-a, după luptele de la Malaja Belosjorka (1941). A comandat Brigada 18 Vânători de Munte în luptele pentru eliberarea Ardealului. În decembrie 1944 participă în biroul gen. Aurel Aldea la înființarea Mișcării Naționale de Rezistență. Deținut în închisorile comuniste între 1950-1954 și 1959-1964.

## Biografie
Părinții săi, Marin și Stana, au fost țărani moșneni. Au avut șase băieți și trei fete. Clasele primare le-a făcut în satul natal iar apoi la cumnatul său, preotul învățător Marin Mihăilescu din comuna Uda de sus. Între anii 1905 - 1915 a continuat studiile la Slatina și apoi la București ca semibursier, bursier și apoi pedagog la seminarul Nifon Mitropolitul. Împreună cu ceilalți elevi ai seminarului vizitează Ardealul ocupat și îl întâlnesc pe Iuliu Maniu la Blaj, în 1914. În anul următor, fiind student universitar, a cerut să facă stagiul militar ca voluntar TTR, dorind fierbinte să contribui și eu la Unirea Transilvaniei. Astfel, din aprilie 1915 a urmat Școala Militară de Infanterie și Cavalerie din București (Dealul Spirii), terminând anul I ca premiant al promoției TTR și fiind ales ca instructor pentru seria următoare (promoția 1916 B). Este avansat sublocotenent activ în iulie 1916 la Regimentul 26 Rovine.

#### Primul Război Mondial

Divizia 2 în operațiunile din Dobrogea 30.VIII - 8.IX.1916

Divizia 2 în timpul ofensivei române din Dobrogea (17 - 24.IX. 1916)

Divizia 2 în timpul ofensivei bulgaro-germane din Dobrogea (octombrie 1916).

La 14 august 1916 [stil vechi] Florin Rădulescu a fost mobilizat în Regimentul 66 Balș din Divizia 2-a (gen. Alexandru Socec). Dispusă în zona Tg. Jiu - Filiași, Divizia 2-a constituia rezerva generală a Armatei 1 (gen. Ioan Culcer). Din ordinul MS Regelui, la 28 august Divizia 2-a a fost îmbarcată în trenuri și trimisă în componența Armatei de Dobrogea. Divizia 2-a a debarcat în gara Cernavodă la 30 august și a pornit în marș de-a lungul Dunării pentru a acoperi flancul drept al Diviziei 9, atacată puternic de Brigada germană Bode. Ajunsă în apropiere de Dealul Beilicului, a fost retrasă în noaptea de 1/2 septembrie, împreună cu celelalte unități ale Armatei de Dobrogea, pe linia Râșova - Cobadin - Lacul Tuzla. Divizia 2-a a ocupat sectorul Râșova - Arabagi (Dealul Cetatea, Dealul Baciului, Pădurea Cinghineaua) având la stânga sa, pe sectorul Arabagi - Cocargea, Divizia 9 (gen. Petală).
Luptele au început la 3 septembrie când Brigada Bode a atacat joncțiunea dintre Div. 2 și Div. 9. Flota de Dunăre a contra-amiralului Negrescu a bombardat pozițiile inamice, înaintând până la Oltina. A doua zi Reg. 2 Art. grea (bulgar) a lovit puternic sectorul Râșova, pregătind astfel atacul Brigăzii Bode pe la coada lacului Baciului, unde au fost semnalate și trei automobile blindate. Sub comanda lt-col. Neicu Reg. 19 și 6 companii din Reg. 66 au contraatacat provocând pierderi însemnate inamicului.
Participă la luptele din Dobrogea cu Batalionul 3 (lt-col. Paskievici) din Compania 10/66. Este detașat o scurtă perioadă la Medgidia unde urmează școala de mitraliere franceze. Revine pe front unde este rănit în luptele de retragere din Dobrogea la 9 octombrie 1916. Apoi divizia primește misiunea de a se instala pe malul stâng al Oltului în încercarea de a opri înaintarea germană (grupul Kuhne). Abia ajunsă pe Olt, Divizia 2/5 este pusă din nou în marș de la Drăgășani la Drăgănești Vlașca pentru apărarea Bucureștiului, amenințat de trupele germano-bulgaro-turce (grupul Kosch) care trecuseră Dunărea pe la Zimnicea pe 10/11 noiembrie. Mergând zi și noapte, Divizia 2/5 trebuia să cadă în spatele trupelor lui Mackensen. În primele două zile infanteria a reușit prin atac la baionetă decimarea unei divizii turcești lângă Drăgănești. Apoi divizia este înconjurată și dă lupte grele în zona satelor Flămânda, Letca Veche, Letca Nouă, Epurești, Bălăria și Valter Marăcineanu.
Pentru a înlesni retragerea grosului diviziei se formează o grupare de sacrificiu din detașamentul de mitraliere franceze și Maxim comandat de cpt. Voiculescu din 42/66 din care făcea parte și Florin Rădulescu, un batalion și  două baterii de artilerie care a primit misiunea de a apăra podul de peste Neajlov, lângă satul Valter Mărăcineanu. Pe 20 noiembrie este grav rănit lângă inimă și la un picior, căzând în stare de inconștiență pe câmpul de luptă. S-a trezit după trei zile într-o infirmerie din satul Naipu, într-un conac devastat: Un medic neamț mă operase și deșteptându-mă, m-a bătut cu palma pe obraz și mi-a spus pe nemțește că numai la un centimetru de inimă a trecut primul glonte.De la ordonanța sa, soldatul Ion Tudor (poreclit Jack), care l-a îngrijit în cele trei zile și trei nopți în care a stat inconștient pe câmp, a aflat cum puținii și bravii noștri camarazi, căzând până la cel din urma, au lăsat drum liber puhoiului; cum răniții noștrii au fost măcelăriți de turci, deși ridicau mici steaguri albe în semn de împăciuire. Mi-a povestit apoi plângând cum turcii m-au desbrăcat până la piele, m-au scuipat, m-au pălmuit și m-au înțepat cu baioneta, lăsându-mă gol și în nesimțire în frigul lui Noiembrie. Jack, bătut și el, a rămas neclintit și plin de grijă lângă mine.
La câteva zile după operație a fost transportat la Drăgănești unde a aflat că numai din luptele de pe Neajlov au fost culeși 12.000 de răniți dușmani și aproape 3.000 de-ai noștri. Deoarece serviciul sanitar german nu mai făcea față, răniții români au fost mutați la Alexandria, pentru a fi îngrijiți de medici români prizonieri. Toți fusesem jefuiți de turci și adunați de nemți de pe câmp. Nici unul din noi nu aveam un ban și eram desbrăcați. Apoi este trimis către un lagăr de prizonieri din Bulgaria. Gasește orașul Giurgiu distrus și jefuit complet. Erau și soldați de ai noștri, prizonieri, desculți și cu fața suptă de suferințe, cari transportau muniții și făceau și alte corvezi, sub baioneta bulgarului care îi împungea și le spunea mereu: "Na, Românie Mare!" (...). Este salvat de un ofițer german care, văzând starea gravă în care se afla, decide să-l transfere în lagărul Tonola din  București.
De acolo, la 12 ianuarie 1917, Florin Rădulescu a ajuns la spitalul 118 care funcționa în clădirea Automobil Club de pe Calea Victoriei, condus de dr. Nasta. El m-a operat scoțândun-mi din plămânul stâng sângele închegat. El m-a mângâiat și m-a încurajat mereu, ca un frate bun. Aici a cunoscut pe lt. Nicolae Tătăranu - un prieten din cei mai rari, rănit în luptele de la Isvoarele, dar și pe principesele Martha Bibescu și Ecaterina Ghica care activau în Crucea Roșie și care i-au împărtășit momentul sinistru al defilării trupelor germane pe Calea Victoriei, încheiat în fața Palatului Regal, unde soldații au descălecat, au deshămat caii și le-au dat să mănânce. Urmărind împreună cu Tătăranu, de la balconul spitalului, schimbarea gărzilor germano-bulgare de la Palat și pe Makensen plimbăndu-se pe Calea Victoriei, hotărăsc evadarea: să nu mai mâncăm păinea boșilor și să mergem la ai noștri cu orice preț.

#### Perioada interbelică.

##### Stagiu în Cehoslovacia. Prima întâlnire cu Moruzov (1936)
Înainte de plecarea la Praga, Florin Rădulescu l-a întâlnit pe Moruzov în biroul din str. Șaita. Sugerând că lui i se datorează trimiterea în stagiul de la Praga, Moruzov i-a solicitat ca «informațiile importante să mi le trimiți întâi mie, prin cursa avion, pe adresa ing. Ștefanescu, aici în str. Șaita. Pentru acest serviciu vei fi bine plătit, dublându-ți drepturile bănești pe care le primești la Praga.» Declinând oferta, Florin Rădulescu i-a răspuns: Știu bine cine m-a trimis pentru stagiu, iar informatiile toate le voi trimite numai Marelui Stat Major prin atașatul nostru militar în funcție la Praga. În acea perioadă Moruzov a încercat de mai multe ori să "legalizeze" activitatea sa de racolare, solicitând aprobarea Marelui Stat Major ca o copie a rapoartelor întocmite de atașații militari să ajungă și la Serviciul "S".

Stagiul maiorului Florin Rădulescu în Cehoslovacia a început la Regimentul 4 Inf. Krad Kral (martie - iulie), apoi la Comandamentul Militar din Kosice (august - septembrie). În ultima parte a comandat Divizia XII Inf. de la Uzhorod (octombrie - noiembrie 1936).

Marșul Diviziei 2/5 în Bătălia de pe Neajlov și Argeș - noiembrie 1916.

##### Atașat militar în Grecia (1939 - 1940)
La începutul anului 1939 Florin Rădulescu a fost numit, din înalt ordin și la propunerea Marelui Stat Major, atașat militar în Grecia și adjutant regal onorific. Înainte de plecare, col. Ilie Cretzulescu, șef al Secției Informații din M.St.M., i-a ordonat să-l viziteze și pe Moruzov. În biroul din str. Șaita se va repeta scena din 1936: aflat în fața unui seif deschis, plin cu monezi de aur, lire sterline, dolari etc, Moruzov îi cere ca rapoartele informative să mi le trimeți întâi mie aici, înainte de a le expedia M.St.M, Min. de Externe sau MS Regelui. Apoi, îndreptându-se către seif, Moruzov a adăugat: Poate aveți nevoi urgente de bani pentru echiparea dvs. completă și pentru a vă procura din prima lună o elegantă limuzină americană? Refuzat din nou, la plecare Moruzov i-a transmis că Majestatea sa Regele și Domnița doresc ca tot timpul cât vei sta în Grecia să eviți orice contact cu Regina Mamă Elena.

#### Al doilea Război Mondial
În primele zile ale războiului a fost subșef de stat major la Corpul 11 Armată. Apoi, la 2 iulie 1941, cu o zi înainte de începerea operațiunii de eliberare a nordului Bucovinei, lt-col. Florin Rădulescu s-a alăturat Comandamentului Corpului de Munte de la Rădăuți. După forțarea Nistrului și străpungerea liniei fortificate Stalin, la 8 august 1941 Florin Rădulescu preia comanda Grupului 7 Vânători de Munte (Batalioanele 15 VM și 16 VM), din Brigada 2 Mixtă Munte a gen. Ioan Dumitrache.

##### Luptele de la Malaja Belosjorka (24 septembrie - 3 octombrie 1941)

Batalioanele comandate de lt-col. Florin Rădulescu (15, 16) și lt-col. Dumitru Cârlan (7, 8) în primele două zile ale ofensivei sovietice (24-25 septembrie 1941).

După trecerea prin stepa Nogay, la 24 septembrie 1941 cele două batalioane sunt dispuse în prima linie în zona satelor Ulbianovka și Malaja Belosjorka. În dreapta lor se găseau batalioanele 7 VM și 8 VM comandate de lt-col. Dumitru Cârlan. Jurnalul operativ descrie situația din 25 septembrie, prima zi în care sovieticii au atacat pe tot frontul Corpului de Munte:  
În același timp inamicul atacă puternic la centrul Brigadei (Batal. 15 VM) precum și la dreapta (Batal. 7 și 8 VM). Inamicul a fost pretutindeni respins cu grele pierderi. Totuși situația este foarte critică la centru, unde Batal. 15 VM a fost copleșit de numeroasele atacuri ale inamicului date cu forțe superioare. În după amiaza zilei, către ora 17, inamicul atacă din nou, cu toată violența, sprijinit de un puternic foc de artilerie, satl ULBIANOVKA (Batal. 15 VM) reușind ca până la ora 19 să cucerească satul și să pătrundă puțin și la dreapta Batal. 16 VM. Către ora 19:30, Grupul 7 VM contraatacă cu toate rezervele disponibile (2 comp. din Batal. 16 VM) și reușește să recucerească poziția la dreapta Batal. 16 VM. Batal. 15 și 16 VM au mari pierderi în oameni și armament (circa 60% din personal și toți comandanții de companii morți sau răniți). 
Este semnificativ că, pentru luptele de la Malaja Belosjorka, Dumitru Cârlan și Florin Rădulescu au fost decorați cu ordinul Mihai Viteazul clasa II-a. Alături de Radu Korne, ei sunt primii ofițeri români care au primit această înaltă distincție. Până la sfârșitul războiului, Regele Mihai și încă nouă ofițeri români au mai primit ordinul Mihai Viteazul clasa II-a.

##### Profesor și comandant al Școalii Superioare de Război (1942-1943)
În discursul ținut la deschiderea cursurilor Școlii Superioare de Război din 10 ianuarie 1943, Florin Rădulescu evocă personalitatea celor trei profesori-comandanți ai școlii căzuți pe frontul de est: gen. Alexandu Ioanițiu, col. Cristu Catuniar și col. adj. Alexandru Pastia, precum și numele ofițerilor elevi din promoțiile 48 și 49 morți și dispăruți.

Conferința inaugurală la deschiderea cursurilor Școlii Superioare de Război din 10 ianuarie 1943

##### Pe frontul din Moldova (21 aprilie - 23 august 1944)
La 18 aprilie 1944, din ordinul dlui gen. șef al M.St.M, col. Florin Rădulescu a fost numit  comandant secund al Detașamentului 101 fost Detașamentul Bucegi (gen. Beldiceanu). A ajuns pe front la 21 aprilie, la comandamentul Corpului IV (gen. Nicolae Stoenescu). În acele zile a avut loc "defecțiunea" de la Div. 18 VM, angajată în luptele de la NV Iași (Pd. Mârzescu - D. Bursucăriei - Rediul Tătar) care a dus la schimbarea unor comandanți. Astfel, la 3 mai 1944 Florin Rădulescu a fost chemat de gen. Șteflea în punctul de comandă de la Bacău și numit la comanda Brigăzii 18 VM. 

###### La comanda Brigăzii 18 VM. Comandant al liniei de luptă.
El a instalat imediat punctul de comandă al Brigăzii 18 VM la cota 175 (Pd. Breazu) fiind numit Comandantul liniei de luptă prin ordin de operații al Diviziei 18 Munte (gen. Vasile Pascu) - divizie dispusă începând cu 13 mai 1944 în misiune de apărare în sectorul Dealul de Mijloc, Munteni, Luncani, interzicând direcțiile Dealul Viișoara - Lețcani și Focuri - Podul Iloaiei.
Sub comanda sa, Brigada 18 VM a fost implicată continuu în luptele din mai - iunie 1944, astfel încât unitățile sancționate și-au recăpătat drapelele pierdute și dreptul de a purta basca de VM. Gen. Vasile Pascu l-a propus pe Florin Rădulescu la înaintare la gradul de general de brigadă, la excepțional. În raportul de înaintare transmis către Corpul IV la 25 mai 1944, arăta că: Venit la comanda Brigăzii 18 VM, care de la data de la data de 4 mai 1944 a fost în continuu în luptă cu inamicul în capul de pod Nord Iași, a continuat a face aceeași dovadă a calităților sale de ofițer vrednic, priceput, deosebit, conștincios și neînfricat luptător.
De la mijlocul lunii iunie 1944 Divizia 18 Munte a fost dispusă în zona Vaslui, în rezerva grupării Wöhler (Armata 4-a română și Armata 8 germană). La 18 august 1944 a primit ordin de deplasare în zona Voinești (15 km SV Iași), în sectorul de apărare al Corpului VI.

#### Înființarea Mișcării Naționale de Rezistență (Mișcarea de Rezistență Românească)

Schiță cu organizarea Mișcării Naționale de Rezistență

După eliberarea Ardealului, la sfârșitul lunii octombrie 1944, Florin Rădulescu a fost chemat la București unde și-a reluat activitatea de profesor și comandant secund al Școalii Superioare de Război.  La acea dată, în cadrul SSI, funcționa deja Grupa Specială, o structură informativă antisovietică creată cu sprijin anglo-american. Din ordinul ministrului de război Mihail Racoviță, în clădirea Școlii Superioare de Război fusese instalată o stație TFF, pentru ca Guvernul și Grupa Specială să transmită informații către Intelligence Service la Istanbul.
Astfel, sub coordonarea anglo-americanilor, conducerea armatei române a început organizarea în secret a Mișcării Naționale de Rezistență față de ocupantul sovietic. Un ofițer de informații (arestat la 17 martie 1945) arata că începând de la mijlocul lunii octombrie 1944, în fiecare județ din regiunea muntoasă începând de la Muscel până către Turda, s-au observat grupuri numeroase de militari și civili, bine înarmate și aprovizionate (...) care s-au îndreptat către regiunile muntoase, prin satele depărtate de arterele de circulație.

La 1 decembrie 1944, MStM a repus în aplicare Instrucțiunile referitoare la recrutarea și statuarea drepturilor persoanelor carte vor fi chemate să activeze în misiuni speciale la inamic. Aceste instrucțiuni fuseseră elaborate pe 10 august 1944 în scopul organizării rezistenței clandestine în cazul ocupației sovietice.. În acest context, în preajma Crăciunului, Florin Rădulescu a fost chemat la Ministerul de Interne pentru a se prezenta gen. Aurel Aldea, secretar de stat:
Am fost primit în cabinetul de lucru al ministrului, unde mai erau prezenți: gen. de armată adjutant Iacobici Iosif, gen. de geniu Eftimiu Constantin, gen. de armată Ciupercă Niculae, profesorii universitari Istrate Micescu și Gh. A. C. Cuza, precum și dârzul și inimosul general Rădescu N. care era prim-ministrul țării noastre la acea dată. (...) Primit cu multă afecțiune camaraderească de toți cei prezenți - îi cunoscusem pe toți încă din alte vremuri - generalul Aldea ne arată în cuvinte emoționante greutățile prin care trece Patria noastră «din cauza comuniștilor cari, sprijiniți de aproape de Sovietici, terorizează pe M.S. Regele Mihai, guvernul și Patria noastră.» Generalul Aldea apelează la noi «să ne unim cu toți, ca-n vremurile grele ale Neamului nostru, și să facem zid în jurul Regelui și guvernului, să rezistăm până ce bunul Dumnezeu și anglo-americanii se vor îndura de noi să ne scape de acest prăpăd comunist, căzut pe capul Patriei noastre.»
Rămas singur cu gen. Aldea, după câteva clipe de tăcere emoționantă, acesta i-a spus:
Florine, te cunosc bine și mă cunoști de aproape două decenii din Slatina și din alte împrejurări. Cunosc activitatea ta excepțională, atât din primul războiu mondial, din străinătate precum și din al doilea războiu mondial! Ai auzit puțin din cele ce am discutat aici cu Dl. General Rădescu și ceilalți generali. Regele, guvernul și Țara trebuie bine apărați, altfel îi pierdem și ne pierdem cu toții. M-am gândit mai demult la tine, și te întreb acum dacă primești să contribui și tu la această Mișcare de rezistență românească, în care regiune sau oraș vreai să acționezi și cum vezi tu manifestându-se această rezistență? Personal eu văd - acum la început - numai o rezistență morală, pe când foarte mulți alții (cu care m-am consultat) văd o rezistență prin forță, retrăgându-ne în munții noștri  împreună cu M.S. Regele, guvernul și oștirea care ne-a mai rămas, precum și acei patrioți cari ne vor urma. Du-te acasă la tine, reflectează profund asupra celor spuse de mine acum și păstrează secretul cu absolută sfințenie, iar peste 3-4 zile să vii din nou la mine.

##### 28 februarie 1945 - "prima manifestare energică și dârză a mișcării noastre de rezistență"
La începutul lunii februarie 1945 Florin Rădulescu l-a revăzut pe gen. Aldea pentru a-i raporta despre sistemul de organizare a rezistenței și consemnele ei strict secrete - convenite în prealabil cu gen. Iosif Iacobici. S-a discutat apoi despre felul cum ar trebui organizată rezistența la Sinaia, Predeal, Brasov pentru o eventuală retragere în munți a M.S. Regelui și a guvernului. Gen. Aldea i-a comunicat apoi că intenționează să aranjeze mutarea sa la Div. I Munte din Sinaia: vei organiza puternice grupuri de rezistență și te vei simți bine între vânătorii tăi de munte. Voi veni cât mai des să văd ce ai realizat. La acea dată (februarie 1945) unitățile de vânători de munte din Valea Prahovei dețineau armament provenit de la dezarmarea unităților germane în toamna anului 1944. Într-un raport din 1946, Mișu Dulgheru indică trei grupări înarmate pe Valea Prahovei: Muntele Păduchiosul - Sinaia, Bușteni și Clăbucet - Cabana Rențea.
În anchetele din 1948 Gheorghe Manu arată că Maniu a fost desemnat ca șef politic al rezistenței, iar în 1945 toate organizațiile cu care Palatul era în legătură primesc consemnul "urmați pe Maniu". Pentru organizarea acțiunii de forță militară și para-militară rămâne desemnat gen. Aldea. Descriind consultările Regelui Mihai cu gen. Aldea din primavara anului 1946, Gheorghe Manu arată că: În concluzie, în primăvara anului 1946, Regele joacă rolul de conducător efectiv al M.N.R. . La rândul său, Horia Măcellariu spune că în marțea Paștelui anului 1946, gen. Aldea a prezentat Regelui Mihai planul de acțiune, pe care acesta l-a acceptat. Acest plan era conceput pe lanțul Munților Carpați. Aldea l-a indicat atunci pe Horia Măcellariu drept comandant al forțelor din București. Dr. Brancovici - cel care l-a ascuns pe Gheorghe Manu în casa sa - a spus: (...) în acest timp gen. Aldea pășește la desăvârșirea organizației lui denumită M.N.R.
Denumirea organizației Mișcarea Națională de Rezistență (M.N.R) apare în ziare la 10 iunie 1946 odată cu publicarea comunicatului Ministerului de Interne care anunța descoperirea pe teritoriul țării a unor organizații teroriste care purtau denumirile: M.N.R., Haiducii lui Avram Iancu, Divizia Sumanelor Negre, Glasul Sângelui, Grupul diversionist Elena Basarabeanu, legate între ele și dirijate de un comandament central. Comunicatul cuprindea o listă a arestaților - în frunte cu gen. Aurel Aldea - și una cu cei dați în urmărire.

#### Prima arestare. În închisorile comuniste (1950 - 1954)
În noaptea de 2/3 octombrie 1950 Florin Rădulescu a fost arestat și închis în arestul din Calea Rahovei. Atunci i-au fost confiscate și fotografiile făcute în spital în 1917, în care apărea alături de Martha Bibescu. În memoriile sale, o scurtă notă amintește de ultima discuție cu Martha Bibescu: Și cât m-ați rugat să fug în străinătate! Dar nu puteam. Eram deja angajat demult în rezistența noastră de aici!
Arestarea sa era legată de anchetarea col. Ion Gheorghiu și a gen. Gheorghe Marinescu, reținuți în urma cercetării grupului preotului Matei Dumitru, acuzat de spionaj în favoarea Serviciului de Spionaj Francez sub îndrumarea și controlul conducătorilor și funcționarilor Legației Franței la București, mai exact a atașatului militar francez Serge Parisot. În august 1950 Securitatea terminase anchetarea grupului Matei Dumitru și întocmise o listă de 115 persoane care au întreținut legături compromițătoare cu arestații din acest dosar (nr. 10715). Florin Rădulescu, Gheorghe Marinescu și Ion Gheorghiu apar în această listă. La 14 august 1950, col. Ion Gheorghiu și majoritatea membrilor grupării sale erau deja arestați sau puși sub urmărire. Florin Rădulescu nu figurează în grupul col. Gheorghiu, dar Securitatea aflase de o întâlnire avută cu acesta și cu gen. Gh. Marinescu în februarie 1949.
Primele anchete din octombrie 1950 sunt deosebit de dure, durează chiar și 12 ore, timp în care este lovit cu pumnii, cu cizmele și cu un ciocan de lemn. Nu este abordat deloc cazul Gheorghiu ci teme din trecutul său: activitatea pe frontul de est; cazul gen. Gh. Avramescu; activitatea de la Praga din anii 1936 - 1937 și relațiile cu gen. Pika Heliodor; în ce împrejurări l-a jignit pe atașatul militar sovietic de la Atena în 1940 (cu ocazia răpirii Basarabiei); relațiile cu gen. D. Petrescu, ministru adjunct în guvernul Rădescu, fugit la Paris; relațiile cu Regele Carol II și Martha Bibescu; participarea la procesul lui Corneliu Zelea Codreanu din 1925; întâlnirea cu atașatul militar turc col. Ramy Paskay de la Hotel Continental; întâlnirea cu gen. Gaspar Blunt, șeful misiunii militare engleze de la Sofia, de la Palatul Mogoșoia, puțin timp înainte de plecarea Marthei Bibescu din țară (septembrie 1945). În sfârșit este acuzat că nu a abordat drapelele roșii la sărbătorile comuniste și că a refuzat posturile oferite înainte de a fi epurat din armată.

##### Jilava - tehnicile exterminării
În așteptarea procesului, la 24 noiembrie 1950, împreună cu un grup de 60 de deținuți politici, Florin Rădulescu a fost transferat la Jilava. Primele zile le-a petrecut în izolare apoi a fost transferat în celula 12 - o încăpere de cca. 20 mp, cu o singură fereastră bătută în cuie ca să nu poată fi deschisă. Aici erau înghesuți peste 40 de oameni, în majoritate legionari, ofițeri superiori și prizonieri aduși din URSS, printre care: gen. Leonard Mociulschi, cpt. Petrescu Florentin, profesorii Halmaghi și Țintă, economistul Ștefan Cojocaru, avocatul Mușețeanu, fostul ministru D.R. Ioanițescu și un comerciant din Iași, Waldman. Aveau să vadă lumina zilei abia peste trei luni, în luna februarie, când au fost scoși pentru prima dată la aer în curtea închisorii. 
În noaptea de 15 ianuarie 1951, la ordinul lui Maromet (Nicolae Moromete), mai mulți deținuți au fost scoși din celule. Între ei fostul deputat PNȚ Ștefan Mihăescu, Mircea Vulcănescu, generalul de jandarmerie Tobescu și gen. de cavalerie Romeo Zaharia. Au fost crunt bătuți cu ciomege, vergele și lanțuri de fier și apoi, complet dezbrăcați, aruncați în celulele de izolare unde apa îngheța pe jos din cauza gerului.
Zece ani mai târziu, aceste tehnici de sufocare a deținuților prin supraaglomerarea celulelor, obturarea ferestrelor și a ușilor cu obloane din lemn, bătăile,  torturile și înfometarea funcționau la fel, chiar dacă Maromet fusese pensionat între timp.

##### Cazul Stupineanu
În anul 1952, în infirmeria închisorii Aiud, l-a reîntâlnit pe Lucian Stupineanu, fost consilier al lui Emil Bodnăraș și șef al SSI în perioada 1945 - 1947. În luna mai 1944, când Florin Rădulescu preluase comanda Brigăzii 18 VM pe frontul din Moldova, Stupineanu activa ca ofițer rezervist într-unul din batalioane, sub numele de Ștefanescu. El a dezertat atunci la sovietici, reîntorcându-se în luna august, când a fost parașutat împreună cu alți agenti tot în sectorul Diviziei 18 VM, retrasă între timp din prima linie a frontului. La Aiud, deși complet paralizat din cauza torturilor, Stupineanu era în continuare anchetat de agenții ai Securității de la București. El păstra o permanentă muțenie și liniște. Din când în când exclama doar aceste cuvinte: "Emile! Te-am servit până la moarte."

#### A doua arestare. În închisorile comuniste (1959 - 1964)
În noaptea de 3/4 august 1959 securiștii au năvalit în casa părintească din com. Spătaru, unde Florin Rădulescu se retrăsese după eliberarea din 1954. Au găsit imediat mai multe manuscrise în care se aduceau injurii regimului democrat popular din RPR. A fost arestat și trimis la Penitenciarul Pitești fiind interogat de mai multe ori în perioada august - septembrie 1959.

## Decorații
- Ordinul „Coroana României” cu spade, în grad de Cavaler, cu panglică de Virtute Militară Decret Regal 1007/1917
- Ordinul Militar „Mihai Viteazul” clasa III-a, Decret Regal 808/1918
- Croix de guerre 1914–1918 (Franța), brevet 8556/1919
- Ordinul „Mihai Viteazul” cl. II, Decret Regal 445/1942[12], pentru luptele de la Ulbianovka și Malaja Belosjorka[30] (23 septembrie - 2 octombrie 1941) unde a comandat Grupul 7 Vânători de Munte.

## Imagini

Cu elevii seminarului Nifon Mitropolitul la o întâlnire cu Iuliu Maniu, la Blaj, în 1914.
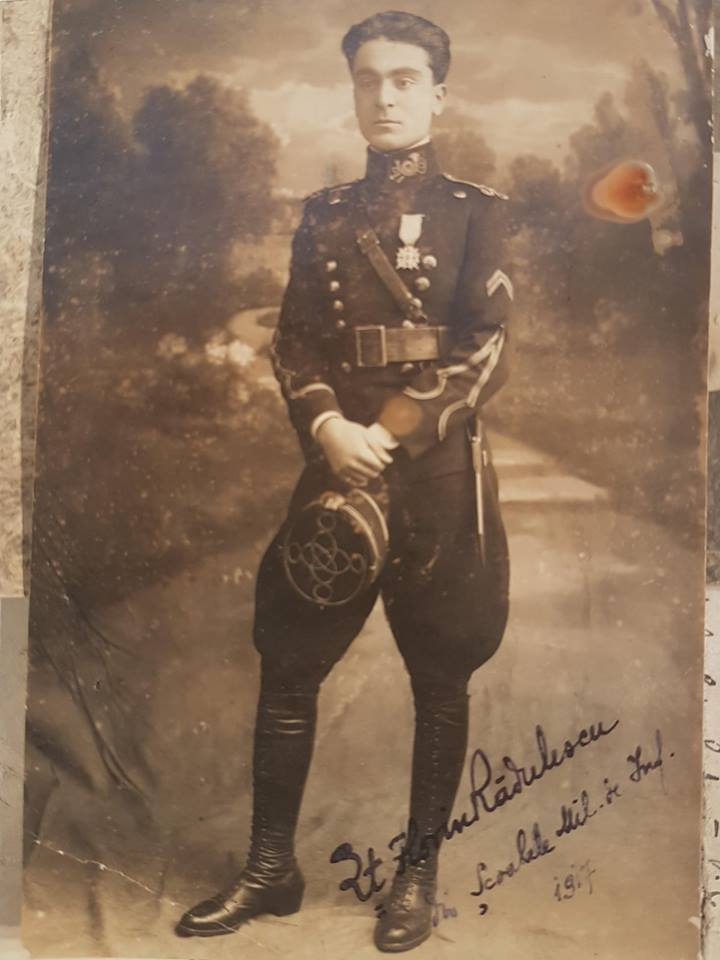
În uniforma de elev al Școlii Militare de Infanterie și Cavalerie, premiantul promoției TTR din 1916.
La 300 m de liniile inamice, în tranșeele de la Dealul Baciului, Râșova - luptele din Dobrogea, septembrie 1916. Jos, lt-col. Paskievici, comandantul Batalionului III din Reg. 66. Slt. Florin Rădulescu este pe rândul doi, al doilea din dreapta.
22 martie 1917. Prizonieri în Bucureștiul ocupat de trupele germane (de la stânga): cpt. Nicolae Tătăranu (Reg. 2 Vânători), lt. rus Serbakov (Reg. 8 Moscova), N. Tomescu (Reg. 10), E. Ionescu (Reg. 11 Vânători), Lt. Adrian Brabețeanu (Reg. 22 Art.) și slt. Florin Rădulescu (Reg. 66 Inf.) pe terasa spitalului 188 instalat în clădirea Automobil Club de pe Calea Victoriei.
Coperta cărții Prizonier în țara ta scrisă după povestirile lui Florin Rădulescu.
Palatul Mogoșoaia, 1938, întrevedere cu Martha Bibescu înainte de plecarea în misiune ca atașat militar la Atena.
Promoția 33 (1925 - 1927) a Școlii Superioare de Război din care a făcut parte Florin Rădulescu.[31]
Raportul de înaintare la excepțional întocmit de gen. Vasile Pascu la 25 mai 1944 după luptele Brigăzii 18 VM din capul de pod de la nord de Iași.
Florin Rădulescu (cu baston, în primul rând) împreună cu foștii săi elevi din promoția 50 a Școlii Superioare de Război, în 1974, la 30 de ani de la absolvire.